# Marion Post Wolcott
Pour les articles homonymes, voir Wolcott.
Marion Post Wolcott, née au New Jersey le 7 juin 1910 et morte le 24 novembre 1990, est une photographe sociale américaine.

## Biographie
Marion Post est née en 1910 à Montclair (New Jersey), dans le New Jersey,. Jeune femme, elle étudie la danse moderne à New York avec Ruth Saint Denis et Doris Humphrey. Puis elle devient enseignante et découvre la Grande Dépression lorsqu'elle est en poste dans le Massachusetts. Elle reprend ensuite des études à l'université de New York et à la New School for Social Research.
Au cours d'un séjour à Vienne, elle rencontre la photographe Trude Fleischmann, achète un appareil photo, et montre ses travaux amateur à Fleischmann qui l'encourage à continuer. Témoin à Vienne, avec sa sœur, d'exactions nazies qui la terrorisent, elle rentre aux États-Unis en urgence. Elle milite dans des mouvements anti-fascistes, et persévère dans la photographie désormais décidée à devenir photographe professionnelle, soutenue par Ralph Steiner et Paul Strand. Elle travaille pour l'Associated Press, comme free-lance pour différents magazines et pour le Philadelphia Evening Bulletin,.
Steiner présente ses photographies à Roy Stryker et Marion est embauchée à la Farm Security Administration en 1938,. Ses photos montrent les régions rurales du sud-est des États-Unis, mais aussi des aspects plus complexes de la société américaine : les inégalités, les différences de classes sociales, etc.,,.
En 1941, elle épouse Lee Wolcott. Elle arrête la photographie en 1942,, sauf durant quelques voyages, puis reprend dans les années 1970, pour saisir les évolutions sociales et politiques. Elle meurt en 1990.

## Galerie

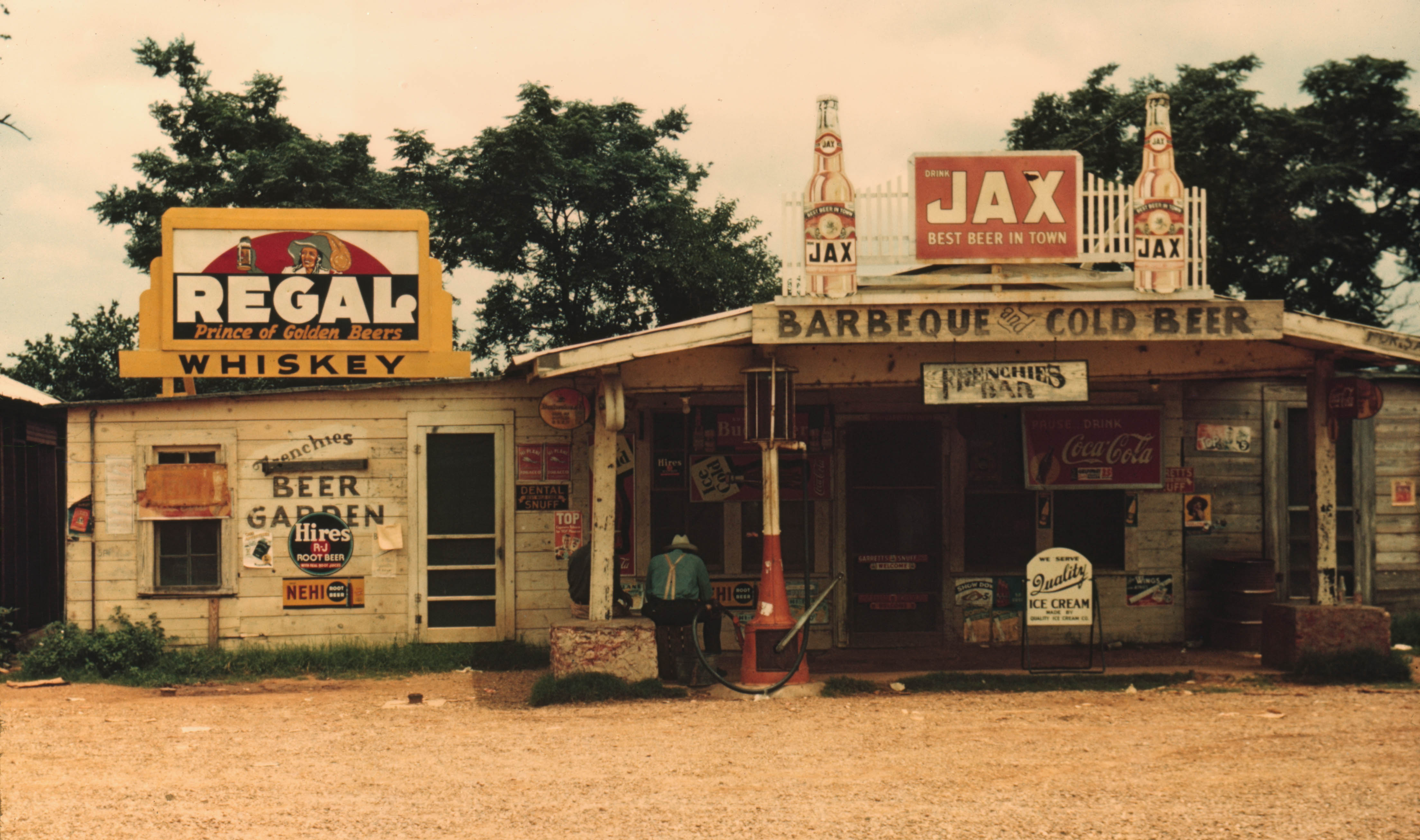
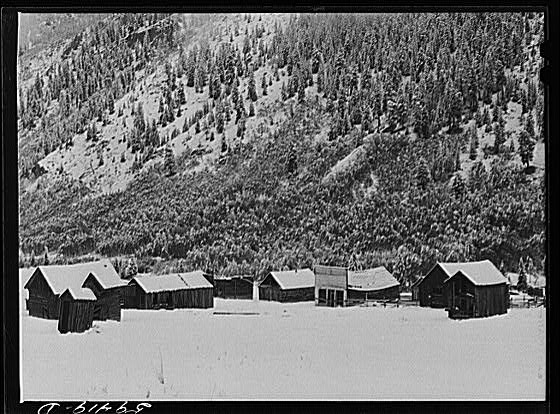
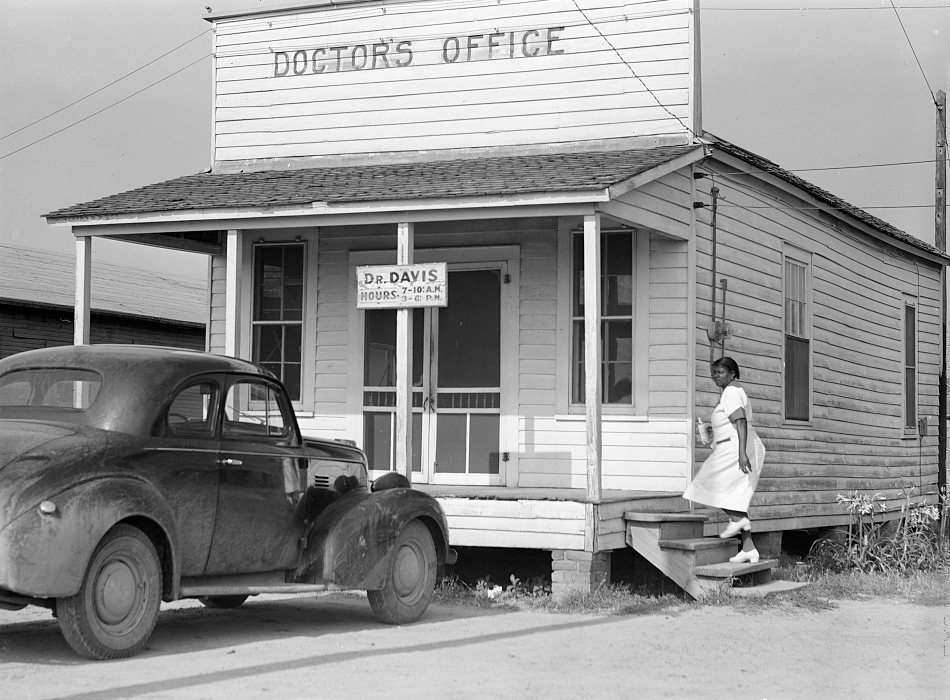

## Collections
- Bibliothèque du Congrès